# 山田裕貴
山田 裕貴（やまだ ゆうき、1990年〈平成2年〉9月18日 - ）は、日本の俳優。愛知県名古屋市出身。ワタナベエンターテインメント所属。
俳優集団D2およびD-BOYSのメンバーである。妻は乃木坂46の元メンバーで女優の西野七瀬。

## 経歴
愛知県名古屋市で生まれ、父親が広島東洋カープに在籍した関係で、名古屋と広島市で育った。東邦高校を卒業した後、芝居を勉強するためにワタナベエンターテイメントカレッジ (WEC) に入学する。
アルバイトしながら通学し、6期生として卒業した後、2010年に開催された「D☆DATE新メンバーオーディション」のファイナリストとなるが、D☆DATEの新メンバーには選ばれなかった。しかし、事前投票で1位だったこともあり、ファイナル開催時に急遽設けられた「D-BOYS部門」のグランプリを獲得する。その後はワタナベエンターテインメントに所属し、グランプリ受賞時には「D-BOYSに加入」と発表されていたが、同年12月にはD2に加入した。
2011年、特撮テレビドラマ『海賊戦隊ゴーカイジャー』のジョー・ギブケン / ゴーカイブルー役で俳優デビュー。
2012年6月、テレビドラマ『D×TOWN「ボクらが恋愛できない理由」』で初主演を務める。
2013年7月、D2メンバー初のソロ写真集を出版する。同年10月にD2がD-BOYSに加入し、D-BOYSメンバーとなる。
2014年、『ライヴ』で映画初主演を務める。
2016年8月、舞台『宮本武蔵（完全版）』で舞台初主演を務める。
2017年は『おんな城主 直虎』で大河初出演を果たしたほか、映画のみで14本出演したうち12本が公開されるなど、飛躍の年となった。
2019年、主演を務めた舞台『終わりのない』で令和元年度（第74回）文化庁芸術祭賞演劇部門新人賞を受賞した。
2020年、「ゆうばり国際ファンタスティック映画祭2020」でニューウェーブアワード（男優部門）を受賞した。
2022年2月、将来有望な俳優に贈られるエランドール賞・新人賞を受賞した。7月に女性ファッション誌『ViVi』の人気投票企画「2022年上半期 国宝級イケメンランキング」ADULT部門で1位を獲得し、12月に「2022年 下半期 国宝級イケメンランキング」ADULT部門で1位を獲得し、殿堂入りを果たした。
2023年11月、GQ MEN OF THE YEAR 2023 ブレイクスルー・アクター賞を受賞した。12月、Yahoo!検索大賞2023 俳優部門を受賞した。
2024年2月、第47回日本アカデミー賞 話題賞 俳優部門を受賞した。

## 人物
父は、中日ドラゴンズや広島東洋カープにて内野手として活躍した元プロ野球選手の山田和利。和利の影響を受け、裕貴も小・中学校までは野球をやっていたが、「父を超えるプロ野球選手にはなれない」と思い、高校に入学する際にやめてバレーボールへ転向した。また、右利きの裕貴が小学5年まで右投げ右打ちだった野球のスタンスを右投げ左打ちに変え、野球をやめた後には彼に「右の方が良かったんじゃない？」と言ったため、心の中で「早く言ってくれよ」と絶句している。その後、裕貴は2018年8月10日にナゴヤドームにて行われた中日ドラゴンズ対東京ヤクルトスワローズ戦の始球式に、前者での和利の現役時代における背番号「30」を着けたユニフォーム姿で登板している。
妹は、芸能事務所スタンフォードに所属するモデルの山田麻生。かつて野球をやめた後の裕貴に俳優事務所のオーディションのことを教えたほか、2021年5月7日にTBSにて放送された公開トーク番組『A-Studio+』で裕貴がゲスト出演した際には自身もVTR出演した後、司会の笑福亭鶴瓶と初対面を果たしている。
特技は野球・バレーボール、趣味はスポーツ全般・サブカルチャー・御朱印集め。
「ハモネプ」好きで小さいころから見ていた。番組に出場したアカペラグループの「夜にワルツ」のファンで、グループがやっているYouTubeを視聴しているほどである。
地元名古屋が地盤のCoCo壱番屋好きであり、2023年にはココイチ初となるアンバサダーに就任した。
2024年3月31日、以前より交際中だった乃木坂46の元メンバーで女優の西野七瀬と結婚したことを発表した。

## エピソード

### 『海賊戦隊ゴーカイジャー』関連
『海賊戦隊ゴーカイジャー』を手がけた東映プロデューサーの宇都宮孝明は、山田を起用した理由について端正な顔立ちがジョーのストイックで寡黙なキャラクターに似合っていたからと述べている。また、メインライターの荒川稔久は、山田の眼が気に入ったと本人にも告げており、作中でもジョーに対して同様のセリフが存在している。共演した池田純矢は、山田について演技について語り合うこともあったが、普段は不思議なところもあると評している。
山田自身は、『ゴーカイジャー』初期では演技が思うようにいかず、さらに東日本大震災も重なり無力感を感じていたが、自身のメイン回である第11話・第12話の撮影を経て自信が持てるようになったという。また、子供から「将来ゴーカイブルーになりたい」という手紙をもらったことで、自身の仕事に意味があると感じることができたと述べている。「役に甘んじない」との意欲を持っており、ゴーカイブルーが当たり役として認識されるようになった後には、最初から「終わったら、早く捨てよう」と思っていたことや、「演じることで、前の役を裏切りたい」と思っていたことを明かしている。
『ゴーカイジャー』以来、山田をたびたび起用している監督の坂本浩一は、山田は再会するたびに経験値やスキルが上がっており、オーラも増していると評している。また、テレビドラマ『SEDAI WARS』では主人公の人物像を山田に委ね、期待以上の結果が得られたと述べている。知名度が上がってもデビュー作であるスーパー戦隊への思い入れは非常に強く、「何年後でも絶対来る」と宣言している通り、『爆上戦隊ブンブンジャー』にも多忙の合間を縫ってジョーとしてゲスト出演している。

### 『機動戦士ガンダム00』関連
WECへ通っていた当時の2007年に放送されたテレビアニメ『機動戦士ガンダム00』（サンライズ制作、水島精二監督）には、深い思い入れを持っている。
水島による総監督のもと、2021年に公開されたアニメ映画『フラ・フラダンス』の完成披露試写会に登壇した際には、同映画とは無関係の作品であるにもかかわらず『ガンダム00』のことを「人生の欠かせない作品」と評するなど、熱弁を振るっている。その後、2022年にゲスト声優として出演したアニメ映画『ONE PIECE FILM RED』についてのインタビューの際にも、『ガンダム00』を挙げている。また、2016年には『ガンダム00』の主人公である刹那・F・セイエイのコスプレ姿をハロウィンにて披露したこともあるほか、刹那の声を担当した宮野真守のことも「俺の神」と崇めており、2023年にテレビドラマ『女神の教室〜リーガル青春白書〜』で共演した際には、ラジオ番組『宮野真守のRADIO SMILE』でその旨を明かされている。それを受け、山田も自身のTwitter（現：X）にて刹那のライバルであるグラハム・エーカーの台詞を引用してツイートしているほか、そのアカウント「@00_yuki_Y」の「00」が『ガンダム00』から来ていることを明かしている。
2025年4月29日（28日深夜）には自身のラジオ番組『山田裕貴のオールナイトニッポン』（ニッポン放送）で「（下積み時代に）生きていく光をもらった」と評して『ガンダム00』を紹介したほか、自身と同じく俳優の福士蒼汰から誘われた食事がきっかけで始まった宮野との交流が現在でも続いており、先日にも彼に直接熱い感謝のボイスメッセージを送ったことを明かしている。

## 出演
太字はメインキャラクター。

### テレビドラマ
- スーパー戦隊シリーズ（テレビ朝日） - ジョー・ギブケン / ゴーカイブルー 役[注釈 4]
  - 海賊戦隊ゴーカイジャー（2011年2月13日 - 2012年2月19日）
  - 動物戦隊ジュウオウジャー 第28話・第29話（2016年9月4日・11日）[50]
  - 爆上戦隊ブンブンジャー 第43話（2025年1月5日）[51]
- D×TOWN 第3弾「ボクらが恋愛できない理由」（2012年6月1日 - 22日、テレビ東京） - 主演・宮本研志 役
- 黒い報告書 女と男の事件ファイル「孤独」 第1弾「かげぼうしの女」（2012年6月9日、BSジャパン） - 小島洋平 役
- GTO（2012年7月3日 - 9月11日、関西テレビ） - 藤吉晃二 役
  - GTO 秋も鬼暴れスペシャル（2012年10月2日）
  - GTO 正月スペシャル! 冬休みも熱血授業だ（2013年1月2日）
  - GTO 完結編 〜さらば鬼塚! 卒業スペシャル〜（2013年4月2日）
- 佐藤家の朝食、鈴木家の夕食（2013年1月28日、BSジャパン） - 橋本直人 役[52]
- イタズラなKiss〜Love in TOKYO（2013年3月29日 - 7月19日、フジテレビTWO） - 池沢金之助 役[53]
  - イタズラなKiss2〜Love in TOKYO（2014年11月24日 - 2015年4月6日、フジテレビ）
- スターマン・この星の恋（2013年7月9日 - 9月10日、関西テレビ） - 安藤くん 役
- D-BOYSお正月スペシャルドラマ「巫女に恋して」（2014年1月2日、テレビ東京） - 八代 役
- Nのために 第4話・第5話（2014年11月7日・14日、TBS） - 溝口 役
- 水曜ミステリー9 検事・沢木正夫2 公訴取消し（2014年12月24日、テレビ東京） - 刈谷務 役
- テレビ朝日21世紀新人シナリオ大賞 化石の微笑み（2015年3月29日、テレビ朝日） - 深田健介 役
- ホテルコンシェルジュ（2015年7月7日 - 9月22日、TBS） - 紺野浩太郎 役[54]
- HiGH&LOW〜THE STORY OF S.W.O.R.D.〜（日本テレビ） - 村山良樹 役
  - HiGH&LOW〜THE STORY OF S.W.O.R.D.〜 シーズン1（2015年10月21日 - 12月23日）
  - HiGH&LOW〜THE STORY OF S.W.O.R.D.〜 シーズン2（2016年4月17日 - 6月26日）
  - HiGH&LOW THE WORST EPISODE.O（2019年7月18日 - 8月22日）[55]
- 世にも奇妙な物語 25周年記念!秋の2週連続SP 傑作復活編「イマキヨさん」（2015年11月21日、フジテレビ） - 吉井等 役
- ドラマW 荒地の恋 第3話・最終話（2016年1月23日・2月6日、WOWOW） - 加山匡夫 役[10][56]
- 女くどき飯 Season2 第2話（2016年1月26日、毎日放送） - 小笠原大和 役
- 受験のシンデレラ（2016年7月10日 - 8月28日、NHK BSプレミアム） - 沖田裕太 役[57]
- 死幣-DEATH CASH-（2016年7月14日 - 9月15日、TBS） - 三浦智志 役[58]
- 科捜研の女 第16シリーズ 第4話（2016年11月17日、テレビ朝日） - 飯村直人 役
- キャバすか学園 第4話・第5話（2016年11月27日・12月4日、日本テレビ） - 植野ヒロシ 役
- わたしに運命の恋なんてありえないって思ってた（2016年12月20日、関西テレビ） - 長谷川祐介 役[59]
- トモダチゲーム（2017年4月6日 - 27日、テレビ神奈川 他） - 美笠天智 役[60]
- 3人のパパ（2017年4月19日 - 6月21日、TBS） - 羽野恭平 役[61]
- 大河ドラマ（NHK総合）
  - おんな城主 直虎（2017年） - 庵原助右衛門朝昌 役
  - どうする家康（2023年） - 本多忠勝 役[62]
- 僕たちがやりました（2017年7月18日 - 9月19日、関西テレビ） - 原野玲夢 役
- 伊藤くん A to E（2017年8月21日 - 10月2日、毎日放送 / 8月16日 - 10月4日、TBS） - 沖田 役
- ホリデイラブ（2018年1月26日 - 3月16日、テレビ朝日） - 黒井由伸 役[63]（志賀拓巳[64]） 役
- 特捜9（テレビ朝日） - 新藤亮 役[65]
  - season1（2018年4月11日 - 6月13日）
  - スペシャル（2019年4月7日）
  - season2（2019年4月10日 - 6月26日）
  - season3（2020年4月8日 - 7月22日）[66]
  - season4（2021年4月7日 - 6月30日）[67]
  - season5 第1話 - 第3話・第8話・第10話・最終回（2022年4月6日 - 4月20日・5月25日・6月8日・6月22日）[68]
  - season6 第1話・最終話（2023年4月5日・5月31日）
  - season7（2024年4月3日 - 6月5日）[69]
  - final season 最終話（2025年6月11日）
- 健康で文化的な最低限度の生活（2018年7月17日 - 9月18日、関西テレビ） - 七条竜一 役[70]
- 警視庁捜査資料管理室 (仮) 第10話（2018年12月3日、BSフジ） - 鮫島 役[71]
  - 警視庁捜査資料管理室 第7話（2019年5月13日、BSフジ） - 鮫島 役（回想）
- イノセンス 冤罪弁護士 第2話（2019年1月26日、日本テレビ） - 十勝岳雄 役[72]
- 連続テレビ小説（NHK総合）
  - なつぞら（2019年4月15日 - 9月28日） - 小畑雪次郎 役[73]
    - なつぞらSP 秋の大収穫祭（2019年11月2日、NHK BSプレミアム）[74][75]

  - ちむどんどん（2022年4月25日 - 9月30日） - 石川博夫 役[76]
- 大全力失踪（2019年4月7日 - 28日、NHK BSプレミアム） - 白金雅也 役[77]
- SEDAI WARS（2020年1月6日 - 2月17日、毎日放送） - 主演・柏木悟 役[78]
- ホームルーム（2020年1月24日 - 3月27日、毎日放送） - 主演・愛田凛太郎 役[78]
- 先生を消す方程式。（2020年10月31日 - 12月19日、テレビ朝日） - 頼田朝日 役[79][80]
- 青のSP-学校内警察・嶋田隆平-（2021年1月12日 - 3月16日、関西テレビ・フジテレビ） - 三枝弘樹 役[81]
- ここは今から倫理です。（2021年1月16日 - 3月13日、NHK総合） - 主演・高柳 役[82]
- 監察医 朝顔 第2シリーズ 第16話（2021年3月1日、フジテレビ） - 三枝弘樹 役[83]
- 川のほとりで episode5（2021年4月30日、WOWOW） - 鈴木 役[84][85]
- ハコヅメ〜たたかう！交番女子〜（2021年7月7日 - 9月15日、日本テレビ） - 山田武志 役[86]
- 志村けんとドリフの大爆笑物語（2021年12月27日、フジテレビ）  - 主演・志村けん 役[87]
- 女神の教室〜リーガル青春白書〜（2023年1月9日 - 3月20日、フジテレビ） - 藍井仁 役[88][89]
- ペンディングトレイン-8時23分、明日 君と（2023年4月21日 - 6月23日、TBS） - 主演・萱島直哉 役[90][91]
- 君が心をくれたから（2024年1月8日 - 3月18日、フジテレビ） - 朝野太陽 役[92][93]

### 映画
- 私の優しくない先輩（2010年）
- スーパー戦隊シリーズ - ジョー・ギブケン / ゴーカイブルー 役
  - 天装戦隊ゴセイジャーVSシンケンジャー エピックon銀幕（2011年） - 声のみ
  - ゴーカイジャー ゴセイジャー スーパー戦隊199ヒーロー大決戦（2011年）
  - 海賊戦隊ゴーカイジャー THE MOVIE 空飛ぶ幽霊船（2011年）
  - 海賊戦隊ゴーカイジャーVS宇宙刑事ギャバン THE MOVIE（2012年）
  - 仮面ライダー×スーパー戦隊 スーパーヒーロー大戦（2012年） - ゲキレッドの声も担当[要出典]
  - 特命戦隊ゴーバスターズVS海賊戦隊ゴーカイジャー THE MOVIE（2013年）
- 奴隷区 僕と23人の奴隷（2014年） - 中央アタル 役
- ガチバン ULTRAMAX（2014年） - 安藤忠臣 役
- ガチバン NEW GENERATION2（2015年）
- 俺たち賞金稼ぎ団（2014年） - 堂島ワタル 役[94]
- ライヴ（2014年） - 主演・田村直人 役[17]
- ホットロード（2014年） - 金パ 役
- ゴッドタン キス我慢選手権 THE MOVIE2 サイキックラブ（2014年10月17日、東宝）
- ストロボ・エッジ（2015年3月14日） - 安堂拓海 役
- 闇金ドッグスシリーズ（2015年 - ） - 安藤忠臣 役[95]
  - 闇金ドッグス（2015年8月1日） - 主演
  - 闇金ドッグス2（2016年4月9日） - 主演[96]
  - 闇金ドッグス3（2016年5月21日）[96]
  - 闇金ドッグス4（2016年12月10日） - 主演[97]
  - 闇金ドッグス5（2017年1月14日）
  - 闇金ドッグス6（2017年8月5日） - 主演[98]
  - 闇金ドッグス7（2017年9月2日）[99]
  - 闇金ドッグス8（2018年4月14日） - 主演[100][101]
  - 闇金ドッグス9（2018年5月19日）[101]
- ふきげんな過去（2016年） - ヒサシ 役[102]
- HiGH&LOW シリーズ - 村山良樹 役
  - ROAD TO HiGH&LOW（2016年5月7日）
  - HiGH&LOW THE MOVIE（2016年7月16日）
  - HiGH&LOW THE MOVIE2/END OF SKY（2017年8月19日）
  - HiGH&LOW THE MOVIE3/FINAL MISSION（2017年11月11日）[103]
  - HiGH&LOW THE WORST（2019年10月4日）[104]
- オオカミ少女と黒王子（2016年5月28日）[105]
- 青空エール（2016年8月20日） - 碓井航太 役[106]
- 闇金ウシジマくんpart3（2016年9月22日） - 清栄真実 役
- ぼくは明日、昨日のきみとデートする（2016年12月17日、東宝） - 林 役
- 破裏拳ポリマー（2017年5月13日、KADOKAWA） - 来間譲一 役[107]
- トモダチゲーム（2017年6月3日、キャンター） - 美笠天智 役[60]
  - トモダチゲーム劇場版FINAL (2017年9月2日、キャンター)
- 二度めの夏、二度と会えない君（2017年9月1日） - 石田六郎 役[108]
- 亜人（2017年9月30日、東宝） - 高橋 役[109][110]
- あゝ、荒野 前篇・後篇（2017年10月7日・21日） - 山本裕二 役
- デメキン（2017年12月2日、AMGエンタテインメント） - 合屋厚成 役[111]
- となりの怪物くん（2018年4月27日、東宝） - 山口賢二 役[112]
- 万引き家族（2018年6月8日、ギャガ） - 北条保 役[113]
- 虹色デイズ（2018年7月6日、松竹） - 筒井昌臣 役[114]
- センセイ君主（2018年8月1日、東宝）[115]
- あの頃、君を追いかけた（2018年10月5日、キノフィルムズ） - 主演  水島浩介 役[116]
- 嘘八百 京町ロワイヤル（2020年1月31日、ギャガ） - 牧野慶太 役[117][118]
- ヒノマルソウル〜舞台裏の英雄たち〜（2021年6月18日、東宝） - 高橋竜二 役[119]
- 東京リベンジャーズシリーズ（ワーナー・ブラザース映画） - 龍宮寺堅 役
  - 東京リベンジャーズ（2021年7月9日）[120]
  - 東京リベンジャーズ2 血のハロウィン編 -運命-（2023年4月21日）[121][122]
  - 東京リベンジャーズ2 血のハロウィン編 -決戦-（2023年6月30日）[122]
- 燃えよ剣（2021年10月15日[123]、東宝 / アスミックエース） - 一橋慶喜 役[124]
- 余命10年（2022年3月4日、ワーナー・ブラザース映画） - 富田タケル 役[125]
- ハザードランプ（公開中止、東映ビデオ） - 主演・刈谷臨 役（安田顕とW主演）[126][127]
- 鋼の錬金術師 完結編 復讐者スカー（2022年5月20日、ワーナー・ブラザース映画） - ゾルフ・J・キンブリー 役[128]
- 耳をすませば（2022年10月14日、ソニー・ピクチャーズ エンタテインメント / 松竹） - 杉村竜也 役[129]
- 夜、鳥たちが啼く（2022年12月9日、クロックワークス） - 主演・慎一 役[130]
- ブラックナイトパレード（2022年12月23日、東宝） - 日野冬馬 役[131]
- キングダム 運命の炎（2023年7月28日、東宝 / ソニー・ピクチャーズ エンタテインメント） - 万極 役[132]
  - キングダム 大将軍の帰還（2024年7月12日、東宝 / ソニー・ピクチャーズ エンタテインメント）[133]
- ゴジラ-1.0（2023年11月3日、東宝） - 水島四郎 役[134]
- 木の上の軍隊（2025年7月25日、ハピネットファントム・スタジオ） - 主演・安慶名セイジュン 役（堤真一とW主演）[135][136]
- ベートーヴェン捏造（2025年9月12日公開予定、松竹） - 主演・シンドラー 役[137]
- 爆弾（2025年10月31日公開予定、ワーナー・ブラザース映画） - 主演・類家 役[138][139]

### ウェブドラマ
- ガキ☆ロック〜浅草六区人情物語〜 第4話 - 第12話（2017年4月14日 - 配信開始、全12話、Amazonプライム） - 金山龍太 役[140]
- ミス・シャーロック Episode6（2018年6月1日 - 配信開始、Hulu） - 鷹山優一（東城大学3年生）役[141]
- 田中圭24時間テレビ（2018年12月15日 - 16日、AbemaSPECIAL2） - 田中圭のパーソナルトレーナー 役[142]
- 聖☆おにいさん 第II紀（2019年6月、ピッコマTV） - 警察官 役[143]
- 頼田朝日の方程式。-最凶の授業-（2020年10月31日 - 12月19日、AbemaTV） - 主演・頼田朝日（3年D組副担任）役[144]
- ハコヅメ〜もっとたたかう!町山署の人々〜（2021年9月15日 - 、Hulu） - 山田武志（町山署 刑事）役

### ウェブシネマ
- 踊る大宣伝会議、或いは私は如何にして踊るのを止めてゲームのルールを変えるに至ったか。[注釈 5]（ネスレシアターon YouTube） - 新見和也 役
  - Season 1（2014年）
  - Season 2（2015年）
- ふたりのきっと、（2014年、ネスレシアターon YouTube） - 勇人 役[145]

### オリジナルビデオ
- テン・ゴーカイジャー（2022年、東映ビデオ） - ジョー・ギブケン / ゴーカイブルー 役[146]

### 舞台
- 朗読劇『緋色の研究』（2012年10月） - シャーロック・ホームズ 役
- Dステ 12th「TRUMP」（2013年1月 - 2月） - アレン・ストラウフ / ティーチャークラウス 役
- Dステ 16th×TSミュージカルファンデーション「GARANTIDO」（2015年5月） - 伊藤 / 一郎 役
- 宮本武蔵（完全版）（2016年8月19日 - 、東京芸術劇場シアターイースト） - 主演・宮本武蔵 役[147]
- 終わりのない（2019年10月 - 12月、世田谷パブリックシアター 他） - 主演・川端悠理 役[148][149]
- 「音楽劇 海王星」（2021年12月6日 - 30日、PARCO劇場 / その後、大阪・富山・宮城・青森・愛知を巡演） - 灰上猛夫 役[150]

### 劇場アニメ
- 映画クレヨンしんちゃん 激突!ラクガキングダムとほぼ四人の勇者（2020年9月11日、東宝） - 防衛大臣 役[151]
- 100日間生きたワニ（2021年7月9日、東宝） - カエル 役[152]
- フラ・フラダンス（2021年12月3日、アニプレックス） - 平和人 役[153]
- ONE PIECE FILM RED（2022年8月6日、東映） - エボシ 役[154]
- BLUE GIANT（2023年2月17日、東宝映像事業部） - 主演・宮本大 役[155]

### 吹き替え
- Ultraman: Rising（2024年6月14日、Netflix） - 主演・サトウ・ケン 役[156][157]
- ジョーカー:フォリ・ア・ドゥ（2024年10月11日、ワーナー・ブラザース映画） - ハービー・デント 役（ハリー・ローティー）[158]

### テレビ番組
- TV・局中法度!（2012年10月 - 2013年3月、テレビ神奈川・千葉テレビ・テレビ埼玉・サンテレビ） - 斎藤一 役ほか
- ZIP!（2019年12月6日 - 2019年12月27日、日本テレビ） - 2019年12月度月替わり金曜パーソナリティー[159]
- 100分de名著「三島由紀夫『金閣寺』」 （2021年5月3日 - 、NHK総合） - 朗読

### イベント
- Girls Award 2015 SPRING/SUMMER（2015年4月29日、国立代々木第一体育館）[160]
- REVLON×NYLON レトロレッドで胸キュン撮影会（2017年9月15日、渋谷109前）[161]
- TGC HIROSHIMA 2017 by TOKYO GIRLS COLLECTION（2017年12月9日、広島グリーンアリーナ）[162]
- マイナビ presents 第26回 東京ガールズコレクション 2018 SPRING/SUMMER（2018年3月31日、横浜アリーナ）[163]
- Rakuten GirlsAward 2018 AUTUMN / WINTER（2018年9月16日、幕張メッセ）[164]
- 山田裕貴のオールナイトニッポンX 横浜アリーナ王におれはなる！（2024年1月13日、横浜アリーナ）[165]

### ミュージックビデオ
- GReeeeN「愛し君へ」（2013年）
- May J.「My Sweet Dreams」（2015年）
- 宇野実彩子 (AAA) 「最低な君にさっきフラれました｣ （2020年）[166]
- Little Glee Monster「今この瞬間を」（2023年）[167]

### OVA
- 『HiGH&LOW g-sword』アニメーションDVD付き特装版 フラッシュアニメ（2017年） - 村山良樹 役

### ゲーム
- スーパー戦隊シリーズ（バンダイナムコゲームス） - ゴーカイブルー 役
  - スーパー戦隊バトル ダイスオーDX（2011年2月11日）
  - スーパー戦隊バトル レンジャークロス（2011年9月8日）
  - 海賊戦隊ゴーカイジャー あつめて変身!35戦隊!（2011年11月17日）
- モンスターハンターライズ（2022年11月24日）- カガミ 役

### カバーモデル
- *彼女限定* -ずっとキミが好き-（2013年11月26日、集英社）
- D-BOYS恋するハイスクール・デイズ！(2015年2月25日、集英社)

### CM
- 静岡新聞（2016年7月 - ）[168]
- REVLON MIRACLE BY RETORO RED（2017年8月） - REVLONとNYLONのコラボレーションCM[169]
- イモトのWiFi（2018年7月 - ） - 映画『あの頃、君を追いかけた』とのコラボレーションCM[170]
- 参天製薬「サンテFXネオ」「サンテFX Vプラス」（2018年7月 - ）[171]
- ハウス食品「プロ クオリティ」（2019年11月18日 - ）[172]
- ロマンシング サガ リ・ユニバース（2019年12月 - ）[173]
- みずほ銀行「ナンバース」（2021年6月 - 2023年3月）
- メルカリ「何売るの？ベジタブル」篇、「私もひらいたよ！ハンドメイドショップ」篇 (2021年11月17日 - )[174]
- カプコン「モンスターハンターライズ:サンブレイク」（2022年6月16日 - ）[175]
- サントリーホールディングス「ザ・プレミアム・モルツ〈香る〉エール」（2022年2月 - ）[176]
- 大東建託「いい部屋ネット」（2022年12月 - ）[177]
- カレーハウスCoCo壱番屋（2023年6月 - ） - アンバサダー[178]
- 桃屋「おいしい唐がらしソース」（2023年10月 - ）[179]
- エクシング「X PARK」（2023年11月 - ） - アンバサダー[180]
- LINEヤフー「LINE:ディズニー ツムツム」（2023年12月 - ）[181]
- サッポロビール「ヱビス  シトラスブラン」（2024年2月 - ）[182]
- MTG「ReFa」（2024年2月 - ）[183]
- 興和「キューピーコーワαチャージ」（2024年4月 - ）[184]
- サンヨー食品「サッポロ一番塩らーめん」（2024年9月 - ）[185]
- 花王「ピュオーラ」（2025年4月 - ）[186]
- バンダイ ONE PIECE カードゲーム（2025年5月 - ）[187]

### ラジオ番組
- FMシアター「踊らされながら」（2017年7月15日、NHK-FM） - ハゼ・ユウジ 役[188]
- 山田裕貴のオールナイトニッポン（2022年1月12日〈11日深夜〉、ニッポン放送）[189]
  - 山田裕貴のオールナイトニッポンX（2022年4月5日〈4日深夜〉 - 2024年3月26日〈25日深夜〉、ニッポン放送）[190][191]
  - 山田裕貴のオールナイトニッポン（2024年4月2日〈1日深夜〉 - 、ニッポン放送）[192]

### 玩具
- 海賊戦隊ゴーカイジャー モバイレーツ -MEMORIAL EDITION-（2021年12月）
- 海賊戦隊ゴーカイジャー モバイレーツ -MEMORIAL BEST SELECTION-（2025年6月13日）

### Web
- ヘインズブランドジャパン チャンピオン - 自分の好きを見つけよう（2023年）

## 書籍

### 写真集
- 1st写真集『山田裕貴』（2013年7月、東京ニュース通信社）[16]ISBN 978-4-86336-327-4
- 2nd写真集『歩』（2017年11月、ワニブックス）[193]ISBN 978-4-8470-4946-0

### 雑誌連載
- TVガイドdan 「山田裕貴の怪人百面相」vol.23 - （2019年3月 - 、東京ニュース通信社)